# Goldhausen (Korbach)
Goldhausen ist ein Stadtteil von Korbach im nordhessischen Landkreis Waldeck-Frankenberg.

## Geographische Lage
Goldhausen liegt Nordwestteil von Nordhessen im äußeren Südosten des Naturparks Diemelsee. Es befindet sich etwa 4,3 km (Luftlinie) südwestlich der Innenstadt von Korbach auf dem West- bis Südwesthang des 562 m hohen Eisenbergs. Nachbarorte sind Lengefeld im Nordnordosten, Nordenbeck und Ober-Ense im Südosten sowie Eppe im Südwesten.

## Geschichte

### Überblick
1248 wird das auf dem und im Eisenberg liegende Goldbergwerk durch Bischof Albertus von Regensburg erstmals erwähnt. In dem etwa fast 500 Jahren dauernden Bergbau, bis etwa 1617, entstanden unter anderem ein 900 m langer, bis 12 m breiter und bis 9 m tiefer Tagebau. Nachweislich wurden mehr als 48 Stollen und 45 Schächte in den Berg getrieben. Anfang des 15. Jahrhunderts entstand eine Bergmannssiedlung, die 1541 erstmals urkundlich als „Goldhusen“ erwähnt wird.
Burg Eisenberg
1345 wird erstmals die Burg Eisenberg urkundlich erwähnt. In den Besitz der Waldecker Grafen fällt sie 1421. 1520 beginnt Graf Philipp III. mit dem Ausbau zu einem Schloss. 1586 wird die Erbauung einer Schlosskapelle genannt.
 Hessische Gebietsreform
Am 1. Juli 1970 wurde die bis dahin selbständige Gemeinde Goldhausen im Zuge der Gebietsreform in Hessen auf freiwilliger Basis in die Kreisstadt Korbach eingegliedert. Für Goldhausen, wie für alle eingegliederten ehemals eigenständigen Gemeinden von Korbach, wurden Ortsbezirke mit Ortsbeirat und Ortsvorsteher nach der Hessischen Gemeindeordnung gebildet.

### Verwaltungsgeschichte
Die folgende Liste zeigt die Staaten und deren nachgeordnete Verwaltungseinheiten, denen Goldhausen angehörte:
- bis 1712 Heiliges Römisches Reich, Grafschaft Waldeck, Amt Eisenberg
- ab 1712: Heiliges Römisches Reich, Fürstentum Waldeck, Amt Eisenberg
- ab 1816:  Fürstentum Waldeck, Oberamt des Eisenbergs
- ab 1850: Fürstentum Waldeck-Pyrmont (ab 1848), Kreis des Eisenbergs
- ab 1867: Fürstentum Waldeck-Pyrmont (Akzessionsvertrag mit Preußen), Kreis des Eisenbergs
- ab 1871: Deutsches Reich, Fürstentum Waldeck-Pyrmont, Kreis des Eisenbergs
- ab 1919: Deutsches Reich, Freistaat Waldeck, Kreis des Eisenbergs
- ab 1929: Deutsches Reich, Freistaat Preußen, Provinz Hessen-Nassau, Regierungsbezirk Kassel, Kreis des Eisenbergs
- ab 1942: Deutsches Reich, Freistaat Preußen, Provinz Hessen-Nassau, Regierungsbezirk Kassel, Landkreis Waldeck
- ab 1944: Deutsches Reich, Freistaat Preußen, Provinz Kurhessen, Landkreis Waldeck
- ab 1945: Amerikanische Besatzungszone, Groß-Hessen, Regierungsbezirk Kassel, Landkreis Waldeck
- ab 1946: Amerikanische Besatzungszone, Hessen, Regierungsbezirk Kassel, Landkreis Waldeck
- ab 1949: Bundesrepublik Deutschland, Hessen, Regierungsbezirk Kassel, Landkreis Waldeck
- ab 1970: Bundesrepublik Deutschland, Hessen, Regierungsbezirk Kassel, Landkreis Waldeck, Stadt Korbach[Anm. 1]
- ab 1974: Bundesrepublik Deutschland, Hessen, Regierungsbezirk Kassel, Landkreis Waldeck-Frankenberg, Stadt Korbach

## Bevölkerung

### Einwohnerstruktur 2011
Nach den Erhebungen des Zensus 2011 lebten am Stichtag dem 9. Mai 2011 in Goldhausen 288 Einwohner. Darunter waren 3 (1,0 %) Ausländer. Nach dem Lebensalter waren 51 Einwohner unter 18 Jahren, 102 zwischen 18 und 49, 66 zwischen 50 und 64 und 69 Einwohner waren älter. Die Einwohner lebten in 120 Haushalten. Davon waren 30 Singlehaushalte, 48 Paare ohne Kinder und 36 Paare mit Kindern, sowie 6 Alleinerziehende und 3 Wohngemeinschaften. In 33 Haushalten lebten ausschließlich Senioren und in 75 Haushaltungen lebten keine Senioren.

### Einwohnerentwicklung
| Quelle: Historisches Ortslexikon |                          |
| • 1620:                          | 8 Häuser                 |
| • 1650:                          | 5 Häuser                 |
| • 1738:                          | 16 Häuser                |
| • 1770:                          | 16 Häuser, 185 Einwohner |

| Goldhausen: Einwohnerzahlen von 1770 bis 2020 | Goldhausen: Einwohnerzahlen von 1770 bis 2020 | Goldhausen: Einwohnerzahlen von 1770 bis 2020 | Goldhausen: Einwohnerzahlen von 1770 bis 2020 | Goldhausen: Einwohnerzahlen von 1770 bis 2020 |
| --- | --------------------------------------------- | --------------------------------------------- | --------------------------------------------- | --------------------------------------------- |
| Jahr |                                               |                                               |                                               | Einwohner                                     |
| 1770 | 1770                                          |                                               | 185                                           | 185                                           |
| 1800 | 1800                                          |                                               | ?                                             | ?                                             |
| 1834 | 1834                                          |                                               | 157                                           | 157                                           |
| 1840 | 1840                                          |                                               | 174                                           | 174                                           |
| 1846 | 1846                                          |                                               | 176                                           | 176                                           |
| 1852 | 1852                                          |                                               | 164                                           | 164                                           |
| 1858 | 1858                                          |                                               | 155                                           | 155                                           |
| 1864 | 1864                                          |                                               | 167                                           | 167                                           |
| 1871 | 1871                                          |                                               | 161                                           | 161                                           |
| 1875 | 1875                                          |                                               | 145                                           | 145                                           |
| 1885 | 1885                                          |                                               | 171                                           | 171                                           |
| 1895 | 1895                                          |                                               | 190                                           | 190                                           |
| 1905 | 1905                                          |                                               | 167                                           | 167                                           |
| 1910 | 1910                                          |                                               | 158                                           | 158                                           |
| 1925 | 1925                                          |                                               | 172                                           | 172                                           |
| 1939 | 1939                                          |                                               | 166                                           | 166                                           |
| 1946 | 1946                                          |                                               | 252                                           | 252                                           |
| 1950 | 1950                                          |                                               | 258                                           | 258                                           |
| 1956 | 1956                                          |                                               | 235                                           | 235                                           |
| 1961 | 1961                                          |                                               | 227                                           | 227                                           |
| 1967 | 1967                                          |                                               | 239                                           | 239                                           |
| 1971 | 1971                                          |                                               | 294                                           | 294                                           |
| 1980 | 1980                                          |                                               | 313                                           | 313                                           |
| 1990 | 1990                                          |                                               | 303                                           | 303                                           |
| 1995 | 1995                                          |                                               | 298                                           | 298                                           |
| 2000 | 2000                                          |                                               | 319                                           | 319                                           |
| 2005 | 2005                                          |                                               | 310                                           | 310                                           |
| 2010 | 2010                                          |                                               | 293                                           | 293                                           |
| 2011 | 2011                                          |                                               | 288                                           | 288                                           |
| 2015 | 2015                                          |                                               | 303                                           | 303                                           |
| 2020 | 2020                                          |                                               | 292                                           | 292                                           |
| Datenquelle: Historisches Gemeindeverzeichnis für Hessen: Die Bevölkerung der Gemeinden 1834 bis 1967. Wiesbaden: Hessisches Statistisches Landesamt, 1968. Weitere Quellen: LAGIS Stadt Korbach; Zensus 2011 |                                               |                                               |                                               |                                               |

### Historische Religionszugehörigkeit
| • 1895: | 190 evangelische (= 100 %) Einwohner                             |
| • 1961: | 219 evangelische (= 96,48 %), 5 katholische (= 2,20 %) Einwohner |

## Sehenswürdigkeiten
- Die Goldspur Eisenberg führt an sehenswerten Stätten des Goldbergbaus vorbei und erklärt die Geschichte des Goldes im Eisenberg
- Das Besucherbergwerk am Eisenberg, zum Goldbergbau[10]
- Der Georg-Viktor-Turm, benannt nach Fürst Georg-Viktor zu Waldeck und Pyrmont, erlaubt als 24 m hoher Aussichtsturm den Blick auf die am Turmfuß gelegene Burgruine Eisenberg und den Rundblick ins Upland bis hin zum Ederbergland.